# Classic Lorient Agglomération 2024
Classic Lorient Agglomération 2024 war die 26. Austragung dieses Straßenrennens für Frauen, das seit 1999 unter wechselnden Namen rund um Plouay in der Bretagne stattfindet. Das Rennen fand am 24. August statt und war Teil der UCI Women’s WorldTour. Die ausführliche Bezeichnung lautete Classic Lorient Agglomération – Trophée Ceratizit.

## Teilnehmende Mannschaften
| UCI Women's WorldTeams (13)- AG Insurance-Soudal Team - Canyon-SRAM Racing - Ceratizit-WNT Pro Cycling - FDJ-Suez - Fenix-Deceuninck - Human Powered Health - Lidl-Trek - Liv AlUla Jayco - Movistar Team - Team DSM-Firmenich PostNL - SD Worx-Protime - UAE Team ADQ - Uno-X Mobility UCI Women's Continental Teams (8)- Arkea-B&B Hotels women - Cofidis - Das-Hutchinson-Brother UK - EF-Oatly-Cannondale - Laboral Kutxa-Fundacion Euskadi - St Michel-Mavic-Auber93 - VolkerWessels - Winspace |
| |

## Streckenführung
Das Rennen begann und endete in Plouay. Der Parcours durchlief zunächst das Gebiet des Gemeindeverbands Lorient Agglomération, bevor die Fahrerinnen nach Plouay zurückkehrten und zweieinhalb Runden auf einem 11,7 km langen Rundkurs zurücklegten. Im Gegensatz zum Vorjahr verlief der Parcours mehr im Landesinneren und berührte nicht die Außenbezirke von Lorient, das Finale war jedoch identisch. Das Profil war durchaus hüglig, die Steigungen wurden vom Veranstalter mit 2,540 Höhenmetern beziffert. Die Schlussrunde, die gegen den Uhrzeigersinn gefahren wurde, bestand aus den drei Steigungen von Rostervel, Le Lezot und Kerscoulic, die Zielgerade war auf dem Boulevard des Championnats du Monde, dessen Name auf die Straßenradsport-Weltmeisterschaften 1980 Bezug nimmt.

## Rennverlauf und Ergebnis
Das Rennen fand bei guten Wetterbedingungen statt. Mehrere Teams standen nur mit vier oder fünf statt der zulässigen sechs Fahrerinnen am Start. Linda Zanetti fuhr lange Zeit allein an der Spitze, bevor sie von Henrietta Christie und Maaike Coljé Gesellschaft erhielt. Das Trio erhielt bis zu zwei Minuten Vorsprung, wurde aber 50 Kilometer vor dem Ziel eingeholt. Elisa Longo Borghini nutzte sogleich die Steigung nach Quistinic für eine Tempoverschärfung und zog Mischa Bredewold, Shirin van Anrooij, Amber Kraak, Chloé Dygert, Liane Lippert und Franziska Koch mit sich. Obwohl diese starke Gruppe schnell eine halbe Minute in Front lag, mangelte es an Zusammenhalt, und das Peloton schloss wieder auf, nicht jedoch, bevor sich Kraak allein abgesetzt hatte. Eine längere Gegenattacke von Audrey Cordon-Ragot blieb fruchtlos.
Kraak hatte zu Beginn der vorletzten Runde einen Vorsprung von 1:50 min, bevor das Feld ihren Vorsprung allmählich reduzierte, wobei sich vor allem Longo Borghini hervortat. Auf der Steigung von Le Lezot, fünf Kilometer vor dem Ziel, wurde Kraak durch eine Attacke Lipperts überholt. Bredewold und Dygert konnten Lippert zwei Kilometer danach einholen. Auf dem Schlusskilometer versuchte Dygert ein Solo und wurde auf der Zielgeraden von Bredewold überholt, die damit zum zweiten Mal nach 2023 gewann. Im Rest des Felds kam es auf der Zielgeraden zu einem größeren Sturz, der für alle Betroffenen glimpflich ausging.
| \| Gesamtwertung \| Gesamtwertung \| Gesamtwertung \| Gesamtwertung \| Gesamtwertung \| \| Fahrerin \| Fahrerin \| Land \| Team \| Zeit \| \| ------------- \| ------------------- \| ------------------ \| ------------------------------- \| --------------- \| \| 1. \| Mischa Bredewold \| Niederlande \| SD Worx-Protime \| 4 h 15 min 46 s \| \| 2. \| Chloé Dygert \| Vereinigte Staaten \| Canyon-SRAM Racing \| + 0 s \| \| 3. \| Liane Lippert \| Deutschland \| Movistar Team \| + 4 s \| \| 4. \| Elisa Balsamo \| Italien \| Lidl-Trek \| + 9 s \| \| 5. \| Karlijn Swinkels \| Niederlande \| UAE Team ADQ \| + 9 s \| \| 6. \| Eleonora Gasparrini \| Italien \| UAE Team ADQ \| + 9 s \| \| 7. \| Yurani Blanco \| Spanien \| Laboral Kutxa-Fundación Euskadi \| + 9 s \| \| 8. \| Letizia Borghesi \| Italien \| EF-Oatly-Cannondale \| + 9 s \| \| 9. \| Cédrine Kerbaol \| Frankreich \| Ceratizit-WNT Pro Cycling \| + 9 s \| \| 10. \| Nadia Quagliotto \| Italien \| Laboral Kutxa-Fundación Euskadi \| + 9 s \| |                     |                    |                                 |                 |
| |                     |                    |                                 |                 |
| Quelle: ProCyclingStats |                     |                    |                                 |                 |
| Gesamtwertung |                     |                    |                                 |                 |
| Fahrerin | Fahrerin            | Land               | Team                            | Zeit            |
| 1. | Mischa Bredewold    | Niederlande        | SD Worx-Protime                 | 4 h 15 min 46 s |
| 2. | Chloé Dygert        | Vereinigte Staaten | Canyon-SRAM Racing              | + 0 s           |
| 3. | Liane Lippert       | Deutschland        | Movistar Team                   | + 4 s           |
| 4. | Elisa Balsamo       | Italien            | Lidl-Trek                       | + 9 s           |
| 5. | Karlijn Swinkels    | Niederlande        | UAE Team ADQ                    | + 9 s           |
| 6. | Eleonora Gasparrini | Italien            | UAE Team ADQ                    | + 9 s           |
| 7. | Yurani Blanco       | Spanien            | Laboral Kutxa-Fundación Euskadi | + 9 s           |
| 8. | Letizia Borghesi    | Italien            | EF-Oatly-Cannondale             | + 9 s           |
| 9. | Cédrine Kerbaol     | Frankreich         | Ceratizit-WNT Pro Cycling       | + 9 s           |
| 10. | Nadia Quagliotto    | Italien            | Laboral Kutxa-Fundación Euskadi | + 9 s           |